# Equador
Pour les articles homonymes, voir Equador (homonymie).
Equador est une municipalité brésilienne située dans l'État du Rio Grande do Norte.